# Sanguin (médecine)
Pour les articles homonymes, voir Sanguin.
 (septembre 2011).
Si vous disposez d'ouvrages ou d'articles de référence ou si vous connaissez des sites web de qualité traitant du thème abordé ici, merci de compléter l'article en donnant les références utiles à sa vérifiabilité et en les liant à la section « Notes et références ».

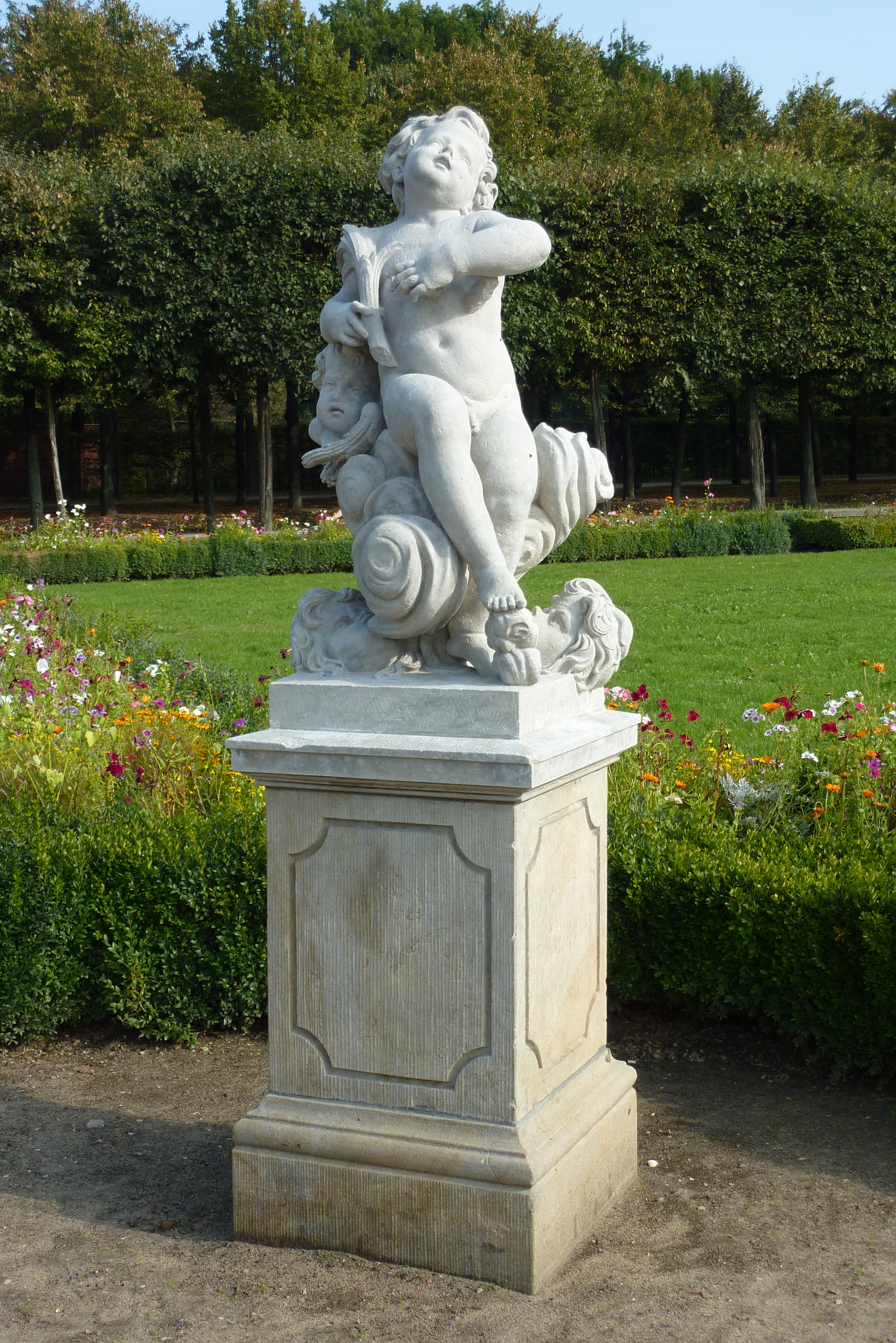
Sanguin (en tant que sculpture)

Le sanguin (du latin sanguis, en français : sang, voir théorie des humeurs), en partant de la théorie des tempéraments des disciples d'Hippocrate, désigne dans le langage courant un individu serein, vif et inconscient.

## Description
De plus, on le décrit également comme plein d'imagination, loquace et optimiste. Par rapport aux traits négatifs, on lui attribue une incontinuité, un manque de scrupule et des excès fréquents.
D'après Hans Eysenck, le tempérament sanguin est caractérisé par la combinaison de la stabilité émotionnelle avec l'extroversion.
Cependant, la formation des traits de caractère d'un individu est jugée d'une façon différenciée de la psychologie de la personnalité contemporaine ; beaucoup d'autres facteurs seraient impliqués et aboutissent à l'ensemble de la personnalité d'une personne.